# HD 96167 b

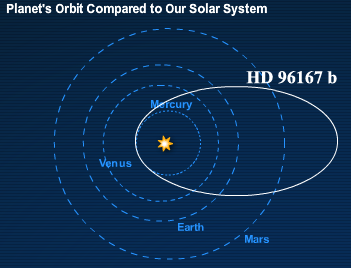

HD 96167 bs는 컵자리 방향으로 지구로부터 약 274광년 떨어져 있는 G형 준거성 HD 96167을 돌고 있는 외계 행성이다. 항성으로부터 1.3 천문단위만큼 떨어져 있으며 극도로 찌그러진 궤도를 돌고 있다. 2009년 4월 17일 발견되었다.

## 참고 문헌
- (영어) Kathryn;  외. (2009). “Old, Rich, and Eccentric: Two Jovian Planets Orbiting Evolved Metal-Rich Stars”. 《PASP》. arXiv:0904.2786.